# 新登話
新登話（吳語新登話：新登話，國際音標/sɪŋ˥˥ tɪŋ˧˧ uɒ˦˦/；土話，國際音標/tʰu˧˨ uɒ˦˦/）是吳語方言的一種，屬於太湖片臨紹小片。新登話與同屬於北部吳語的週邊地區方言往往能實現互通。本文的新登話指原新登縣的方言，不包括洞橋鎮查口、文村一帶（原屬分水縣）和淥渚鎮桃花嶺一帶（原屬桐廬縣）的方言。新登方言主要分為兩部分：（1）新登片，主要是原新登縣南部，是新登方言的主體，主要分佈於新登鎮（除湘溪一帶）、永昌鎮、胥口鎮和淥渚鎮；（2）龍羊片，主要是主要是原南新縣縣境，即原新登縣北部，主要包括新登鎮湘溪一帶、洞橋鎮、萬市鎮等區域。

## 語音

### 聲母
|        |      |        | 唇音      | 齿齦音       | 龈後音       | 软腭音    | 聲門音   |
| ------ | ---- | ------ | --------- | ------------ | ------------ | --------- | -------- |
| 鼻音   | 鼻音 | 鼻音   | /m/ 麥襪  | /n/ 腦南     | /ȵ/ 年泥熱軟 |           |          |
| 塞音   | 清音 | 送氣   | /pʰ/ 派拍 | /tʰ/ 討天    |              | /kʰ/ 開口 |          |
| 塞音   | 清音 | 不送氣 | /p/ 八兵  | /t/ 多東     |              | /k/ 歌高  | /Ø/ 鴨五 |
| 塞音   | 濁音 | 濁音   | /b/ 爬病  | /d/ 甜毒     |              | /ɡ/ 共徛  |          |
| 塞擦音 | 清音 | 送氣   | /ʦʰ/ 刺草 | /ʨʰ/ 寸清    |              |           |          |
| 塞擦音 | 清音 | 不送氣 |           |              | /ʦ/ 资早     | /ʨ/ 酒争  |          |
| 塞擦音 | 濁音 | 濁音   | /ʣ/ 茶    | /ʥ/ 柱       |              |           |          |
| 擦音   | 清音 | 清音   | /f/ 飛副  | /s/ 絲三     | /ɕ/ 想雙手書 |           | /h/ 漢黑 |
| 擦音   | 濁音 | 濁音   | /v/ 飯符  | /z/ 字賊     | /ʑ/ 全謝船樹 |           | /ɦ/ 寒牙 |
| 边音   | 边音 | 边音   |           | /l/ 老藍連路 |              |           |          |
說明
- 濁爆發音、擦音和塞擦音在一個韻律詞首字時不是真濁音，而是“清音濁流”或發聲態上的氣聲（Breathy Voice）；在一個韻律詞非首字時才是真濁音。
- [m n ȵ l]和聲母拼陰調類時有緊喉，拼陽調類時帶氣聲，但這種對立在韻律詞非首字時消失，因此不設置對立聲母。
- [tsʮ-]新派有[tɕy-]的變體。
- 由於存在 你 ni ≠ 擬 ȵi 的對立，設置獨立的[ȵ]聲母。